# Actia interrupta
Actia interrupta är en tvåvingeart som beskrevs av Charles Howard Curran 1933. Actia interrupta ingår i släktet Actia och familjen parasitflugor. Inga underarter finns listade i Catalogue of Life.